# Gefährliche Liebschaften

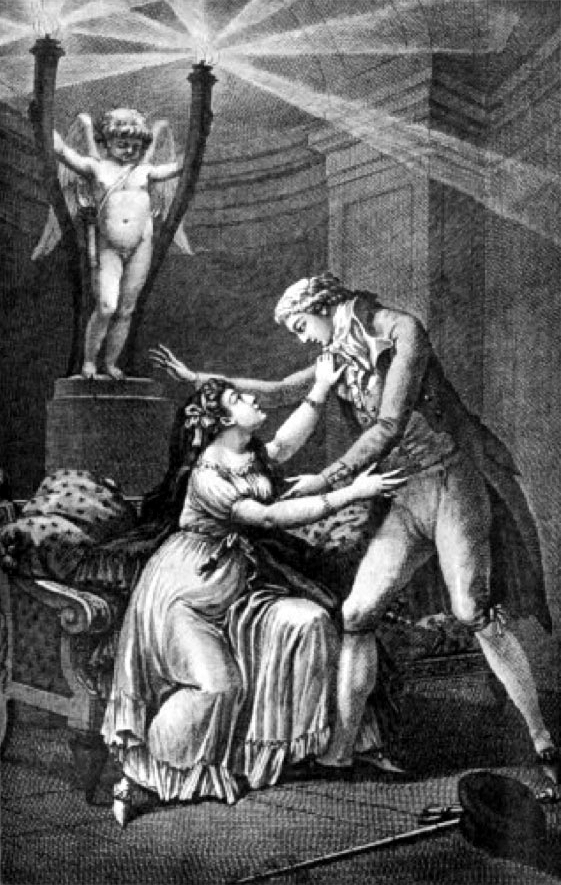
Illustration in einer Ausgabe von 1796

Gefährliche Liebschaften (französisch: Les Liaisons dangereuses), ein Briefroman von Pierre-Ambroise-François Choderlos de Laclos, gilt als ein Hauptwerk der französischen Literatur des 18. Jahrhunderts und Sittengemälde des ausgehenden Ancien Régime. Der Roman erschien in Frankreich erstmals am 23. März 1782, war beim zeitgenössischen Publikum ein Skandalerfolg und erlebte bereits bis zur Französischen Revolution mehrfache Auflagen. Er wurde bereits 1783 ins Deutsche übersetzt. Zu den bekanntesten Übersetzern zählt Heinrich Mann, der ihn 1905 aus dem Französischen übertrug.
Der Roman schildert in 175 Briefen die Geschichte zweier Intrigen: Die Planung der Verführung von Cécile de Volanges, eines naiven jungen Mädchens, das gerade die Klosterschule verlassen hat, und die von Madame de Tourvel, einer tugendhaften verheirateten Frau. Betreiber der beiden Intrigen sind die Marquise de Merteuil und der Vicomte de Valmont, die sich nicht an moralische und traditionelle sexuelle Normen gebunden fühlen und einen ausschweifenden Lebenswandel führen. Für die Marquise de Merteuil ist die Verführung von Cécile de Volanges die Rache an ihrem ehemaligen Liebhaber, der sie wegen einer anderen Frau verlassen hat und der mit Cécile de Volanges ein noch jungfräuliches und formbares Mädchen heiraten will. Für den Vicomte de Valmont wird die Eroberung der prüden und treuen Madame de Tourvel seinen Ruf als unwiderstehlicher Verführer unterstreichen. Beide Intriganten verheddern sich jedoch in den Fallstricken ihrer eigenen Intrige: Die Marquise de Merteuil verweigert dem Vicomte de Valmont die für die erfolgreiche Verführung der Madame de Tourvel zugesagte Belohnung, als ihr klar wird, dass dieser für die Tugendhafte wahre Gefühle empfindet. Die offene Kriegserklärung zwischen den beiden führt letztlich zum Duell des Vicomte de Valmont mit dem Chevalier Danceny, der die von Valmont entjungferte Cécile de Volanges liebte. Der im Duell unterlegene Valmont übergibt in seinen letzten Lebensminuten dem Chevalier die Briefe der Marquise de Merteuil, die deren intrigantes Spiel offenlegen. Der Roman endet mit der Bestrafung aller wesentlichen Figuren der Handlung. Die Naive kehrt ins Kloster zurück, die verführte Tugendhafte stirbt in geistiger Umnachtung, der Verführer kommt in einem Duell ums Leben und die Marquise, die beide Intrigen wesentlich betrieben hat, verliert ihr Vermögen und ihre Schönheit.
Der Roman, der heute zu den Klassikern der Weltliteratur gezählt wird, ist mehrfach für die Bühne und für den Film adaptiert worden. Zu den Adaptionen gehören Heiner Müllers Theaterstück Quartett, Christopher Hamptons Theaterstück Gefährliche Liebschaften, der gleichnamige Film von Stephen Frears, der auf diesem Theaterstück beruht, und der Kinofilm Valmont von Miloš Forman.

## Der Briefroman

### Vorwort und Vorbemerkung
Laclos stellt seinem Roman zwei Vorworte voran. Das erste ist eine (vorgebliche) Vorbemerkung des Herausgebers, der darauf hinweist, dass das Ganze nur ein Roman sei. Diese Einleitung fährt fort:

„Einige der handelnden Personen sind in der Tat so sittenlos und verderbt, dass sie unmöglich in unserm Jahrhundert gelebt haben können, in diesem unsern Jahrhundert der Philosophie und Aufklärung, die alle Männer, wie man weiß, so ehrenhaft und alle Frauen so bescheiden und sittsam gemacht haben.“

Dem folgt ein (vorgebliches) Vorwort des Sammlers der Briefe:

„Dieses Werk oder vielmehr diese Zusammenstellung, die der Leser vielleicht noch zu umfangreich finden wird, enthält doch nur die kleinere Anzahl der Briefe, welche die gesamte Korrespondenz bilden. Von den Personen, an die diese Briefe gerichtet waren, mit deren Ordnung beauftragt, habe ich als Lohn für meine Mühe nur die Erlaubnis verlangt, alles, was mir unwichtig erschien, weglassen zu dürfen, und ich habe mich bemüht, nur jene Briefe zu geben, die mir zum Verständnis der Handlung oder der Charaktere wichtig erscheinen.“

### Die Briefe
Die Handlung des Romans erschließt sich dem Leser ausschließlich durch Briefe. Der Leser nimmt damit unmittelbar am Geschilderten teil – es gibt keinen allwissenden Erzähler, der einen Überblick über Handlung und handelnde Personen hat, sondern durch die Vielzahl der Briefeschreiber werden dem Leser mehrere Perspektiven auf dasselbe Ereignis eröffnet. Dadurch erhält der Roman auch eine gewisse Form der Ironie, die auf dem unterschiedlichen Wissen der Figuren der Romanhandlung basiert. Kirsten von Hagen weist darauf hin, dass Laclos mit einem „Suspense“-Effekt arbeite, wie man ihn aus Thrillern und Kriminalgeschichten des 20. Jahrhunderts kennt. Der Leser weiß mehr als die einzelnen Charaktere und antizipiert dadurch gewisse Ereignisse. So kennt der Leser den Pakt zwischen dem Vicomte de Valmont und der Marquise de Merteuil und Valmonts Plan, die tugendhafte Madame de Tourvel zu verführen, und liest die Briefe mit einer gewissen Erwartungshaltung.
Die Wohltätigkeit Valmonts, bei der er eine vom finanziellen Ruin bedrohte Familie durch Begleichung ihrer Schulden rettet, weil er weiß, dass ihn ein Diener der Madame de Tourvel beobachtet, wird erst durch den Brief des Vicomte geschildert (Brief 21), dann in Brief 22 in der begeisterten Schilderung der Madame de Tourvel, die dessen Manöver nicht durchschaut, und schließlich in Brief 23 ein drittes Mal durch Valmont, in dem er seiner Briefempfängerin Merteuil entzückt schildert, mit welchem Lob Madame de Tourvel ihn gegenüber seiner Tante und dem anwesenden Pfarrer bedenkt. Laclos lässt den Leser aber manchmal auch bewusst im Unklaren. Warum Madame de Volanges plötzlich so zielstrebig den Schlüssel zum Schreibtisch ihrer Tochter einfordert, um dort die Briefe des Chevaliers Danceny zu finden, erschließt sich dem Leser erst zwei Briefe später – in Brief 64 berichtet die Marquise de Merteuil dem Vicomte de Valmont stolz von ihrem Ränkespiel, das sie als ihr Meisterstück bezeichnet. Sie hat sich sowohl in Cécile de Volanges' Vertrauen eingeschlichen und weiß daher, wo diese die Briefe aufbewahrt, die sie von Chevalier Danceny erhält, und geriert sich gleichzeitig gegenüber Madame de Volanges als tugendhafte Person, die vom Verhalten Céciles beunruhigt ist. Um ihr Doppelspiel weiter betreiben zu können, legt sie der Mutter nahe, sie nicht zu verraten.

„Ich bat sie noch, mich ihrer Tochter gegenüber nicht zu verraten, was sie mir um so leichter versprach, als ich sie darauf aufmerksam machte, dass es ja nur um so besser wäre, wenn das Kind Vertrauen zu mir habe, mir ihr Herz zu eröffnen, und es mir so möglich mache, ihr meinen guten Rat zu geben. Dass sie mir dieses ihr Versprechen halten wird, ist sicher, denn sie wird sich bei ihrer Tochter etwas mit ihrem Scharfblick inszenieren wollen. Und ich kann des jungen Mädchens Freundin markieren, ohne dass mich deshalb die Mutter für falsch und unredlich hält. Und ich profitiere in der Folge auch noch dies, dass ich so oft und so lang es mir paßt mit der Kleinen zusammen sein kann, ohne dass es der Mutter verdächtig auffällt.“

Die Briefe enthalten regelmäßig Hinweise sowohl auf den Akt des Briefeschreibers als auch die Form, in der der Brief übermittelt wird. Die bekannteste Briefszene ist vermutlich der Brief 48, in dem der Vicomte de Valmont der Marquise mitteilt, dass er gerade einen Liebesbrief an Madame de Tourvel geschrieben habe, und als Unterlage den Rücken der Kurtisane Émilie benutzt habe, mit der er das Bett teilt.
Selten teilen die Briefe jedoch mit, was die Person wirklich bewegt. Die gerade aus dem Kloster entlassene Cécile de Volanges versucht anfangs, in ihren Briefen ihren Gefühlen Ausdruck zu verleihen. Die Marquise de Merteuil weist sie jedoch bald darauf hin, dass es in Briefen vor allem darum gehe, dem Empfänger das zu schreiben, was ihm gefalle. Der Höhepunkt der Verstellungskunst sind die Briefe des Vicomte de Valmont an Madame de Tourvel, in dem Valmont sich einer religiös gefärbten Sprache bedient. Madame de Tourvels Fehler liegt in der Annahme dieser Briefe, die ihr letztlich zum Verhängnis werden, weil sie ihrer Verführungskraft erliegt. Valmont muss am Anfang große Anstrengungen unternehmen, um sie dazu zu bewegen. So täuscht er mit einem falschen Poststempel vor, dass der Brief von ihrem in Dijon weilenden Mann stammt, oder er legt ihr in Anwesenheit seiner Tante einen Brief auf das Bett, den sie annehmen muss, will sie nicht einen Skandal provozieren.
Laclos spielt auch mit dem Zeitraum, der zwischen dem Absenden und dem Empfangen eines Briefes vergeht. Der 75. Brief, den die Marquise von Merteuil an den Vicomte von Valmont richtet und der 72. Brief, den Cécile Volanges an ihre Brieffreundin und Schulfreundin Sophie Carnay schreibt, nehmen zu Ereignissen Stellung, bei denen sich bis zum Eintreffen des Briefes bereits eine völlig neue Konstellation ergeben hat.

### Orte der Handlung
Ungewöhnlich für Romane seiner Zeit macht der Autor häufig nur vage Ortsangaben. Der Landsitz der Madame de Rosemonde ist nicht näher lokalisiert. Ansonsten findet die Handlung in Paris statt, aber auch hier gibt es nur wenige präzise lokale Verweise. Genannt wird die Kirche St-Roch, in der Valmont und die Marquise Madame de Tourvel beobachten, die Straße vor der Oper und schließlich die Comédie Italienne, in der die Marquise ausgebuht wird. Dass Orte in dem Roman so selten genau bezeichnet werden, hängt möglicherweise mit dem Fehlen eines allwissenden Erzählers zusammen. Für die Briefeschreiber besteht keine Notwendigkeit, die Orte, an denen sie sich aufhalten, genauer zu benennen.

### Die Briefeschreiber
Laclos nutzt zunächst relativ festgelegte Typen, wie sie beispielsweise auch in der Commedia dell’arte vorkommen: die tugendhafte Unschuld, die junge Naive, den kaltblütigen Verführer, die weise Ratgeberin und den ritterlichen Romantiker. Laclos durchbricht jedoch das traditionelle Rollengefüge: Der kaltblütige Verführer entwickelt teilweise echte und die tugendhafte Unschuld auch leidenschaftliche Gefühle.
Im Roman gibt es sieben Hauptkorrespondenten. Ihnen stehen sieben weitere Figuren gegenüber, die wie Céciles Klosterfreundin überhaupt nicht schreiben oder, wie die Nebenfiguren Maréchale (Brief 86), Valmonts Bediensteter Azolan (Brief 107), Marquise Merteuils ehemaliger Geliebter und Céciles vorgesehener Ehemann Gercourt (Brief 111), Père Anselme (Brief 123), Betrand (Brief 163 und Brief 166) und ein anonym bleibender Freund des Chevaliers Danceny (Brief 167) nur mit einem oder zwei Briefen vertreten sind.

#### Marquise de Merteuil

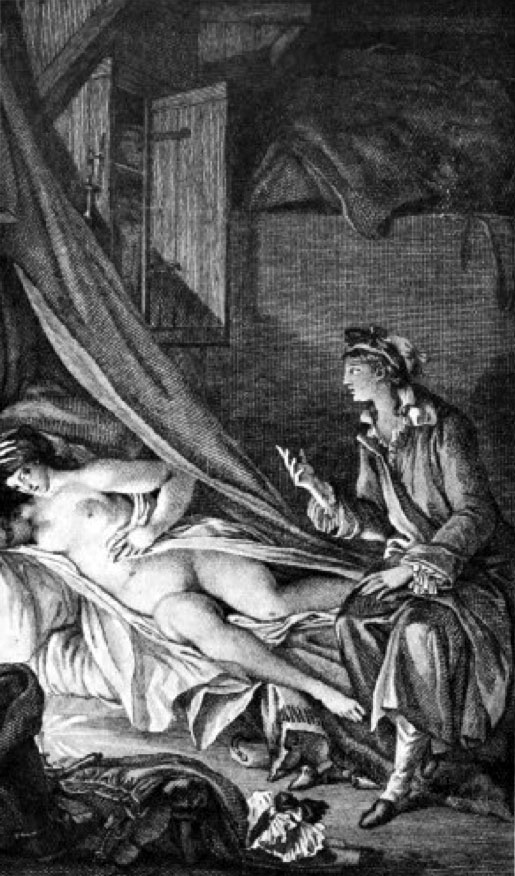
Illustration von Brief 44: Je ne lui permis de changer ni de situation ni de parure (Charles Monnet, 1796)

Die Marquise ist von adeliger Abstammung und wurde in jungen Jahren mit dem Marquis de Merteuil verheiratet, der bald darauf starb. Obwohl sie sich wieder hätte verheiraten können, tat sie dies nicht, um von niemandem abhängig zu sein. Um ihrem Ruf nicht zu schaden, zog sie sich in eines ihrer Schlösser zurück und studierte dort philosophische Schriften – wahrscheinlich von Rousseau und Voltaire, die sie einige Male in ihren Briefen zitiert – über die Gesellschaft des Ancien Régime. Nach ihrem erneuten Eintritt in die Gesellschaft begann sie, sich Liebhaber zu nehmen, und vergnügte sich, ohne jedoch ihren Ruf als ehrbare Frau zu zerstören.
Am Anfang der Gefährlichen Liebschaften bittet die Marquise ihren ehemaligen Geliebten, Vicomte de Valmont, ihr einen Freundschaftsdienst zu erweisen: Er soll die junge Cécile de Volanges, mit der die Marquise verwandt ist, verführen und entjungfern, weil diese mit dem Comte de Gercourt verlobt ist, der die Marquise verlassen hat. Nach einigen Verwicklungen entfremden sich die ehemaligen Freunde und Verbündeten – der Vicomte und die Marquise – und versuchen einander zu schaden. Nachdem Valmont der Marquise ihren jungen Geliebten, den Ritter Danceny, der auch ein Verhältnis mit Cécile de Volanges hat, ausgespannt hat, wendet die Marquise de Merteuil ihn gegen Valmont. Danceny tötet Valmont schließlich auf Betreiben Merteuils im Duell, doch der Vicomte erzählt Danceny vor seinem Tod die Wahrheit und gibt ihm die Briefe, die er mit Merteuil ausgetauscht hat. Danceny veröffentlicht diese und zerstört so den Ruf der Marquise. Diese verliert danach einen Gerichtsfall, geht bankrott und wird nun von der gesamten Pariser Gesellschaft gemieden. Sie erkrankt an den Pocken und überlebt mit furchtbaren Narben im Gesicht. Kurz darauf verlässt sie Paris und nimmt ihren übrig gebliebenen Schmuck mit. Ihre Verwandten glauben, sie habe sich in die Niederlande begeben.
Die Marquise de Merteuil ist im Roman der Bösewicht, denn anders als der Vicomte bereut sie nicht. Ihre Figur sollte sicherlich ein Sittenbild ihres Standes zeichnen und ihre Bestrafung nahm die Urteile über das Ancien Régime in der Französischen Revolution vorweg. Andererseits gewährt Laclos ihr auch eine Rechtfertigung: In einem Brief an Valmont beschreibt sie ihren „Werdegang“ und offenbart die Zwänge, die sie zu ihrer Handlung gezwungen haben: Während jede Eroberung für einen Mann einen Sieg darstellt, so ist er für die Frau eine Niederlage. Was bleibe daher einer Frau übrig, als sich hinter einer Maske zu verbergen, um ihr Leben genießen zu können?

#### Vicomte de Valmont
Der Vicomte ist von hochadeliger Herkunft, besitzt gesellschaftliches Ansehen, Vermögen, Charme und Ausstrahlung. Er konkurriert mit anderen Libertins auf dem Gebiet der Verführung – gelänge es ihm, die prinzipientreue und loyale Ehefrau des Présidente de Tourvel zu verführen, wird ihm dies in diesen Kreisen großen Ruhm einbringen. Es wird gemunkelt, dass er mit allen Frauen von Paris ein Verhältnis gehabt habe, was ihn nicht unbedingt zum Liebling der meisten Ehemänner und Mütter werden lässt. Die Marquise de Merteuil sieht den Grund für seine Unwiderstehlichkeit in „seinem schönen Gesicht, seinen guten Manieren, seinem Geist und seiner Unverschämtheit“. Die Marquise hatte selbst ein Verhältnis mit dem Vicomte und bittet ihn, nun zur Rache die junge Cécile de Volanges zu verführen. Er lehnt jedoch ab, da er beabsichtigt, die tugendhafte und religiöse Präsidentin von Tourvel zu verführen. Während Madame de Tourvel dem Verführungsspiel des Vicomte noch widerstrebt, nimmt der Vicomte de Valmont an Madame de Volanges Rache, die Madame de Tourvel vor ihm gewarnt hat und dadurch seinen Erfolg gefährdet. Er vergewaltigt und schwängert ihre Tochter Cécile.
Schließlich kann er Madame de Tourvel verführen. Als ihm die Marquise vorwirft, er sei in sie verliebt und von ihr abhängig, trennt er sich von ihr. Madame de Tourvel, die seinetwegen alle ihre Ideale verraten hat, bricht daraufhin zusammen. Valmont fordert nun das Versprechen der Marquise ein und will mit ihr schlafen. Doch Merteuil lehnt ab, da sie findet, er sei durch seine Liebe zu Tourvel nicht mehr derselbe. Valmont bekämpft nun die Marquise, doch diese triumphiert, indem sie ihren jungen Geliebten Danceny zu einem Duell mit Valmont anstiftet. Danceny tötet Valmont, doch dieser kann ihm vor seinem Ende die Wahrheit erzählen und ihm die Briefe zwischen ihm selbst und der Marquise übergeben. So gewinnt der Vicomte letztendlich, denn durch die Veröffentlichung der Briefe durch Danceny verliert die Marquise de Merteuil alle Dinge, die wichtig für sie sind: ihren Ruf, ihren Reichtum und ihre Schönheit.
In der Literaturgeschichte wird Roué Lovelace als Vorbild für die Figur des Vicomte de Valmont gesehen. Diese Figur von Samuel Richardson hat es mit Clarissa ebenfalls auf eine tugendhafte Frau abgesehen. Lovelace ist ebenfalls willens, sein Opfer zu vergewaltigen, Valmont bedient sich als feinsinniger Libertin etwas subtilerer Mittel. Wird der Roman als sittengeschichtliches Zeitdokument rezipiert, kann der Vicomte de Valmont als typischer Vertreter der höfischen Gesellschaft gesehen werden. Unter Ludwig XV. und seinem Nachfolger Ludwig XVI. kennzeichneten Unbekümmertheit und Offenheit in erotischen Dingen den Hof. Valmont ist der sexuellen Libertinage verpflichtet, seine Liebe gilt einzig dem eigenen Ich. In Liebesdingen ist Verführung und der sofortige Bruch mit dem Opfer das typische Vorgehen des Libertins, der so seine Macht unter Beweis stellt. Liebesbeziehungen gelten als Krieg.

#### Cécile de Volanges
Cécile ist Klosterschülerin und soll den ehemaligen Liebhaber der Marquise, den Grafen Gercourt, heiraten. Dieser hat die Marquise wegen einer anderen Frau verlassen – das ist der Grund, warum sie Valmont auffordert, die 15-Jährige zu verführen. In Brief 2 nennt die Marquise sie eine Rosenknospe, dumm und lächerlich naiv, aber nicht geziert. Die Marquise ist überzeugt, dass Cécile später ebenfalls zu den Libertinen zählen wird. Später wird die Marquise eingestehen, dass ihre Schülerin nicht das Zeug zu einer „éducation libertine“ habe.
Die 15-Jährige verliebt sich in ihren Musiklehrer, den Chevalier Danceny. Das hindert sie nicht daran, an den nächtlichen Besuchen Valmonts auf dem Schloss der Madame de Rosemonde Gefallen zu finden, was dieser nutzt, um sie zu vergewaltigen und zu schwängern. Sie erleidet eine Fehlgeburt. Laclos hat in einer späteren Schrift De l’éducation des femmes ausführlich die mangelhafte Bildung von Frauen kritisiert. Cécile de Volanges zeigt, was eine unzureichende Bildung bei einer jungen Frau anrichten kann.

#### Madame de Volanges
Sie ist Céciles Mutter und Freundin von Madame Rosemonde, der Tante Valmonts, und der Präsidentin de Tourvel sowie eine Verwandte der Marquise de Merteuil.

#### Chevalier Danceny
Danceny gibt Cécile Musikunterricht und hat sich in die junge Frau verliebt.

#### Madame de Tourvel

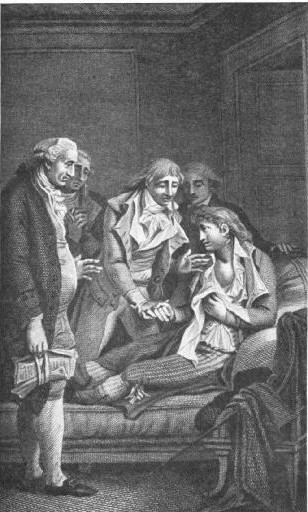
Illustration des Jahres 1796 zu Brief 143

Die schöne Madame de Tourvel ist mit dem Präsidenten de Tourvel verheiratet. Sie liebt diesen zwar nicht, respektiert ihn jedoch und ist mit ihm freundschaftlich verbunden. Obwohl ihr Mann nicht oft zuhause ist, ist sie ihm treu. Am Anfang der Gefährlichen Liebschaften ist Madame de Tourvel zu Besuch im Schloss ihrer Freundin, der Madame de Rosemonde, da ihr Mann nicht zuhause ist. Dort wird der Neffe der Madame Rosemonde, der Vicomte de Valmont, der ebenfalls im Schloss seiner Tante weilt, auf sie aufmerksam. Valmont beschreibt sie in Brief 6, der an die Marquise de Merteuil gerichtet ist, mit fast sinnlichen Worten:

„Sie werfen ihr vor, dass sie sich schlecht kleidet und mit Recht, denn die Pracht steht ihr nicht; alles, was sie verhüllt, verunstaltet sie. Nur in der Ungebundenheit des Hauskleides ist es wirklich entzückend. Dank der jetzt herrschenden schwülen Hitze lässt ein einfaches Leinennegligé die runde und weiche Linie ihres Körpers erkennen. Ein dünner Musseline bedeckt den Hals, und meine heimlichen, aber durchdringenden Blicke sahen schon die entzückendsten Formen. Sie sagen, ihr Gesicht habe keinen Ausdruck. Was soll es ausdrücken in Momenten, wo nichts zu ihrem Herzen spricht? Nein, ohne Zweifel hat sie nicht jenen lügenhaften Blick unserer koketten Frauen, der uns manchmal verführt, aber immer betrügt. Sie versteht es nicht, die Leere einer Phrase durch ein einstudiertes Lächeln zu verbergen, und gleichviel sie die schönsten Zähne von der Welt hat, so lacht sie doch nur, wenn sie etwas darüber zu lachen findet.“

Er versucht, sich mit de Tourvel anzufreunden, doch sie will nichts von ihm wissen, da ihre Freundin, die Madame de Volanges, sie in einem Brief vor seiner Lieblingstätigkeit, Frauen zu verführen und dann zu zerstören, gewarnt hat. Valmont besticht Tourvel jedoch durch seinen Charme und tut allerlei, um sie zu beeindrucken, was sie schließlich davon überzeugt, dass die Ratschläge ihrer Freundin nicht wichtig seien. Sie freundet sich mit ihm an, doch er offenbart Mme. de Tourvel seine „Liebe“, was diese verstört und wütend macht. Sie bittet ihn, abzureisen, was er auch tut. Valmont schickt ihr jedoch weiterhin Briefe mit seinen Liebesbezeugungen, die sie zuerst ungeöffnet zurückschickt, aber dann annimmt. Als sie ihm ihre Freundschaft anbietet, entgegnet er, er wolle ihr Liebhaber sein und sonst gar nichts. Schließlich gibt sie ihre Gefühle für ihn zu, besteht jedoch darauf, ihre Ehe nicht zu brechen. Doch nach vier Monaten verführt Valmont Mme. de Tourvel. Der Frauenheld Valmont will jedoch nicht wahrhaben, dass er in die Präsidentin von Tourvel verliebt ist. Die Marquise de Merteuil, die ihm das offenbart, beschämt ihn, und so schreibt er der Präsidentin, er wolle nichts mehr mit ihr zu tun haben. Diese erleidet einen Nervenzusammenbruch und geht ins Kloster. Als sie zufällig erfährt, dass Valmont im Duell getötet worden ist, verzeiht sie ihm und stirbt.
Die Präsidentin de Tourvel ist die am positivsten gezeichnete Person des Romans. Sie ist treu, ehrlich, unkompliziert und unschuldig, vielleicht auch ein wenig naiv. Ihre Verführung, ihre Krankheit und ihr Tod, alle von Valmont verschuldet, schockieren den Leser und zeigen die Bosheit des Vicomte und der Marquise. Einzelne Literaturhistoriker haben argumentiert, dass sich in der Madame de Tourvel Ideale der Bourgeoisie vereinen, während Valmont und die Marquise de Merteuil den Hochadel und seine libertine Einstellungen repräsentieren.

#### Madame de Rosemonde
Sie ist die Tante des Vicomte de Valmont und Freundin der Madame de Tourvel. Sie empfängt die beiden auf ihrem Landsitz.

## Kritiken
- Hermann Hesse sagte über den Roman: Unter den erotischen und gesellschaftskritischen Romanen des französischen 18. Jahrhunderts vielleicht der klügste, kühlste, unsentimentalste. Literarisch und psychologisch glänzend.
- Auf Wunsch des Verlegers France Loisirs wählten die Mitglieder der Académie Goncourt (siehe Prix Goncourt) 1999 die zwölf Bücher aus, die „sich als wesentliche Werke der französischen Literatur behaupten“. Der Roman Les Liaisons dangereuses belegte dabei den ersten Platz.

## Ausgaben (Auswahl)

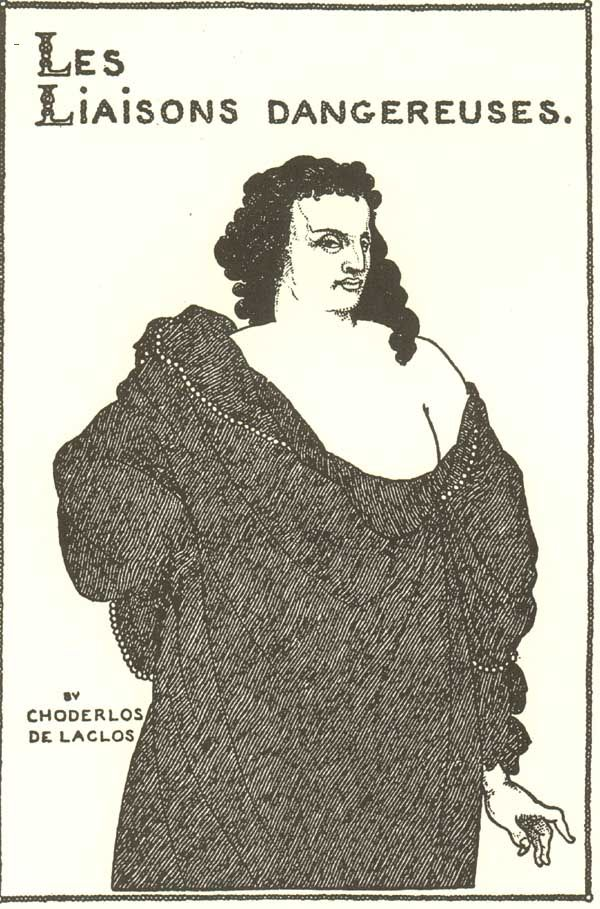
Valmont, Frontispiz von Aubrey Beardsley (1896)

- Die gefährlichen Bekanntschaften – oder Briefe gesammelt in einer Gesellschaft und zur Belehrung einiger anderer bekanntgemacht. Erste deutsche Übersetzung von Christian von Bonin 1783.
  - Neuausgabe: Insel Verlag, Leipzig 1987, ISBN 3-7351-0074-0 bzw. Beck, München 1988, ISBN 3-406-31759-6.
- Schlimme Liebschaften. Übersetzt und mit einer essayistischen Einleitung von Heinrich Mann, erschienen 1905 als Gefährliche Freundschaften, dann 1920 im Insel-Verlag, Leipzig.
  - als Taschenbuch: Insel, Frankfurt am Main 1972, ISBN 3-458-31712-0; ebd. 2000, ISBN 3-458-34329-6; Fischer, Frankfurt am Main 2008, ISBN 978-3-596-90025-1; als E-Book ebd. 2011, ISBN 978-3-10-401978-9.
- Gefährliche Liebschaften. Übersetzung von Franz Blei. Hyperion, München 1909.
- Gefährliche Liebschaften. Übersetzung von Hans Kauders. Winkler, München 1959.
- Gefährliche Liebschaften oder Briefe gesammelt in einer Gesellschaft und veröffentlicht zur Unterweisung einiger anderer. Neuübersetzung von Wolfgang Tschöke, mit einem Nachwort von Elke Schmitter. Hanser, München 2003, ISBN 3-446-20383-4.
  - als Taschenbuch: dtv, München 2007, ISBN 978-3-423-13560-3.

## Adaptionen

### Film und Serie
Der Stoff diente als Grundlage für mehrere Filme und eine Serie:
- Les Liaisons dangereuses (deutsch Gefährliche Liebschaften), französischer Film aus dem Jahr 1959 von Roger Vadim, eine aktualisierte Jet-set-Version mit Jeanne Moreau und Gérard Philipe;
- Uiheomhan gwangye aus dem Jahr 1970 von Young Nam Ko mit Mu-ryong Choi, Hie Mun und Ji-myeong Oh;
- Les Liaisons dangereuses, französischer Film aus dem Jahr 1980 von Claude Barma mit Claude Degliame, Jean-Pierre Bouvier und Maïa Simon;
- Dangerous Liaisons (dt. Gefährliche Liebschaften), US-amerikanischer Film aus dem Jahr 1988 von Stephen Frears mit John Malkovich, Glenn Close, Michelle Pfeiffer, Uma Thurman und Keanu Reeves;
- Valmont, US-amerikanischer Film aus dem Jahr 1989 von Miloš Forman, mit Colin Firth, Annette Bening, Meg Tilly und Henry Thomas;
- Cruel Intentions (dt. Eiskalte Engel), US-amerikanischer Film aus dem Jahr 1999 von Roger Kumble mit Sarah Michelle Gellar, Ryan Phillippe und Reese Witherspoon;
- Cruel Intentions 2 (dt. Eiskalte Engel 2), US-amerikanischer Film aus dem Jahr 2000 von Roger Kumble mit Robin Dunne, Sarah Thompson und Keri Lynn Pratt;[14]
- Dangerous Liaisons (dt. Gefährliche Liebschaften), mehrteiliger französischer Fernsehfilm aus dem Jahr 2003 von Josée Dayan mit Catherine Deneuve, Rupert Everett und Nastassja Kinski;
- Untold Scandal (Joseon namnyeo sangyeoljisa) aus dem Jahr 2003 von Lee Je-yong mit Lee Mi-sook, Bae Yong-joon und Jeon Do-yeon;
- Cruel Intentions 3 (dt.: Eiskalte Engel 3), US-amerikanischer Film aus dem Jahr 2004 von Scott Ziehl mit Kerr Smith, Kristina Anapau und Nathan Wetherington;[15]
- Dangerous Liaisons (危險關係) aus dem Jahr 2012 vom koreanischen Regisseur Hur Jin-ho (in revidierter Romanisierung: Heo Jin-ho) mit dem koreanischen Schauspieler Jang Dong-gun und den beiden chinesischen Schauspielerinnen Zhang Ziyi und Cecilia Cheung;[16]
- Les Liaisons Dangereuses aus dem Jahr 2022 von der französischen Regisseurin Rachel Suissa;[17]
- Cruel Intentions (dt. Eiskalte Engel), US-amerikanische Streaming-Serie aus dem Jahr 2024 von Phoebe Fisher und Sara Goodman mit Sarah Catherine Hook, Zac Burgess und Savannah Lee Smith.[18][19]

### Theater
- 1980  verfasste Heiner  Müller das Theaterstück Quartett nach dem Roman; die Uraufführung war 1982 am Schauspielhaus Bochum.
- 1985 wurde Christopher Hamptons Theaterstück Les Liaisons Dangereuses uraufgeführt. Es entstand im Auftrag der Royal Shakespeare Company und war später Grundlage des von ihm verfassten Drehbuchs zu Frears Verfilmung. Die deutsche Übersetzung von Alissa und Martin Walser erschien 1989 unter dem Titel Gefährliche Liebschaften.
- 2006 wurde eine Mischfassung aus diesen beiden Theaterstücken am Hamburger Thalia-Theater aufgeführt.

### Oper und Musical
- Am 5. Februar 1973 wurde an der Opéra national du Rhin in Straßburg die Opéra épistolaire „Les liaisons dangereuses ou Eros et révolution“ von Claude Prey (1925–1998) uraufgeführt.[20]
- 1994 wurde Conrad Susas Oper The Dangerous Liaisons am Opernhaus in San Francisco uraufgeführt.
- 1996 wurde die Oper Les liaisons dangereuses des belgischen Komponisten Piet Swerts uraufgeführt.
- 2002 brachten die Norweger Gisle Kverndokk (Musik) und Øystein Wiik (Libretto) Gefährliche Liebschaften als Musical am Theater Pforzheim auf die Bühne.
- 2011 wurde die Oper Quartett (nach dem gleichnamigen Theaterstück Heiner Müllers) des italienischen
- Komponisten Luca Francesconi als Auftragskomposition der Mailänder Scala uraufgeführt.
- 2013 fand die Uraufführung des gleichnamigen Musicals am Vorarlberger Landestheater statt. Die Musik stammt von Markus Nigsch, die Liedtexte von Paul Winter und das Buch von Micaela von Marcard.
- 2015 fand die Uraufführung des Musicals Gefährliche Liebschaften von Wolfgang Adenberg (Buch und Liedtexte) und Marc Schubring (Musik) im Staatstheaters am Gärtnerplatz in München statt.
- 2025 soll eine neue Musical-Fassung von Marc Schubring (Musik) und Wolfgang Adenberg (Buch und Liedtexte) in Nordhausen im Theater im Anbau zur Aufführung kommen.

Nach dem Roman benannte sich die deutsche Band Liaisons Dangereuses.